# Y(4260)
Y (4260) — аномальная частица с энергией 4260 МэВ, которая, по-видимому, не вписывается в кварковую модель. Была обнаружен экспериментом BaBar в Стэнфордском университете для Министерства энергетики в Калифорнии, а затем подтвержден рядом других экспериментальных коллабораций. Предположение, что частица является одним из состояний чармония, маловероятно, потому что Y(4260) тяжелее порога DD , однако находится, как ни странно, на спаде кривой возникновения для пар D. Вполне возможно, что это гибрид — предсказанный, но ещё не обнаруженный тип частиц, где глюон фактически является постоянной частью структуры частицы, а не просто эфемерным посредником, удерживающим кварки связанными вместе.